# マニ (鳥)
マニ（Mani、1997年生）は、マレーシア生まれ の雄のワカケホンセイインコで、シンガポールで飼われている。マニは2005年から占い師M. Muniyappanの「助手」として、リトル・インディアにある占い店で働いている。M. Muniyappanは、簡略化したカード占いを行うことで知られている。
マニは、2010 FIFAワールドカップの準々決勝の勝敗の予想を全て当てたことで、シンガポールだけでなく、世界的にも有名になった。準決勝1試合目のウルグアイ対オランダ戦の前日の7月5日には、シンガポールでのグーグルの「ホット検索」でトップになった。
ワールドカップ開始前は、この占い店の来客は1日平均10人程度だったが、ワールドカップの後には1時間に10人程度となった。

## 予想

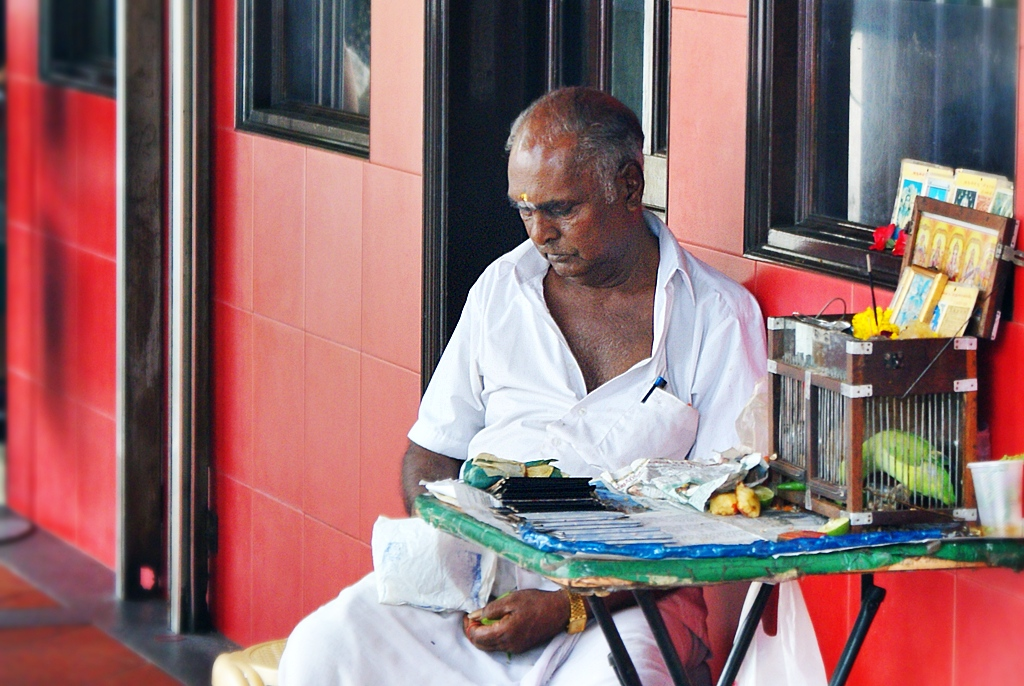
籠に入れられたマニと飼い主のM. Muniyappan。シンガポールのリトル・インディアでは、このような、インコを連れた占い師の姿がよく見られる。

マニはそれ以前から飼い主の占いを手伝っていたが、2010 FIFAワールドカップの勝敗の予想をしたことで、広く知られるようになった。
シンガポールの新聞The New Paperによると、マニのこれまでのワールドカップの勝敗予想で最も話題になったのは、オランダがブラジルに勝利するという予想で、その予想は的中した。
準々決勝では、スペイン、ドイツ、ウルグアイ、オランダの4つの試合の勝者を正確に予想した。
準々決勝の結果を全て的中させたことで、マニは世界的に有名になった。シンガポールの新聞『ニューペーパー』がマニを取り上げたのを皮切りに、世界中の新聞社がそれに追随した。AFP通信 やAP通信 などの通信社、『ガーディアン』 やアメリカの雑誌『ヴァニティ・フェア』 などが、マニについての記事を掲載した。マニの話は、ドイツ戦の予想を全て的中させてきたドイツのタコ・パウルと絡めて紹介された。
準決勝では、ウルグアイがオランダを、スペインがドイツを破り、ウルグアイ対スペインの決勝戦になると予想した。さらに、スペインが優勝するだろうと予測した。ウルグアイ対オランダ戦の予想は外れ、オランダが決勝に進んだ。マニは改めて、決勝のオランダ対スペイン戦について、オランダの勝利を予想した。一方、タコのパウルはスペインの勝利を予想し、いくつかのメディアで「タコ対インコ」として紹介された。実際の試合ではスペインが1-0で勝利し、パウルの予想の方が的中した。